# MDS (obraz)
Plik MDS (ang. Media Descriptor File) – plik zawierający metadane opisujące format zapisu płyty CD lub DVD oraz organizację danych na dysku. Występuje w parze z właściwym plikiem obrazu o rozszerzeniu .mdf lub .iso. Plik ten zawiera informacje o:
- wielkości obrazu
- standardzie zapisu
- etykiecie obrazu (tzn. nazwy)

i innych szczegółach o płycie. Charakteryzuje się niewielkim rozmiarem rzędu kilkuset bajtów.
Najczęściej ten format stosuje się do płyt z zabezpieczeniami SecuROM, SafeDisc, itp. Tworzy się w ten sposób mini obrazy, służące do łamania tych zabezpieczeń. Zawierają pliki zabezpieczenia oraz inne pliki z dysku tylko o zerowym rozmiarze.
Plik *.mds można otworzyć za pomocą programów Alcohol 120% i DAEMON Tools.